# Manduca strix
Manduca strix är en fjärilsart som beskrevs av Jean Baptiste Boisduval 1870. Manduca strix ingår i släktet Manduca och familjen svärmare. Inga underarter finns listade i Catalogue of Life.